# Kirk Penney
Kirk Samuel Penney (ur. 23 listopada 1980 w Auckland) – nowozelandzki koszykarz grający na pozycji rzucającego obrońcy, reprezentant kraju.
W latach 1999–2003 grał w koszykówkę na University of Wisconsin-Madison. W pierwszym sezonie zakwalifikował się do Final Four ligi NCAA.
Przystąpił do draftu NBA w 2003, ale nie został wybrany. Otrzymał jednak ofertę gry w lidze letniej od Minnesota Timberwolves.
Latem 2003 reprezentował Chicago Bulls, podczas letniej ligi NBA w Salt Lake City. 3 listopada 2003 podpisał dziesięciodniowy kontrakt z Miami Heat. Został drugim Nowozelandczykiem, który zagrał w NBA (po Seanie Marksie). Jednak jego przygoda z Miami Heat skończyła się po kilku dniach, gdy klub rozwiązał z nim kontrakt. Resztę sezonu 2003/04 spędził w Hiszpanii, w barwach CB Gran Canaria.
Rok później grał w D-League, w drużynie Asheville Altitude. Zdobył mistrzostwo, a średnio notował 12 punktów, 3,2 zbiórek i 1,4 asyst na mecz.
26 grudnia 2004 podpisał kontrakt z Los Angeles Clippers. Zagrał tylko 4 mecze i 3 stycznia 2005 rozwiązano z nim kontrakt.
Po sezonie 2004/05 podpisał kontrakt z Maccabi Tel Awiw. Dotarł z drużyną do finału Euroligi, w którym zwyciężyła CSKA Moskwa.
W sezonie 2006/07 występował w Žalgirisie Kowno. 14 stycznia 2007 podpisał kontrakt z niemiecką Albą Berlin.
W 2007 powrócił do Nowej Zelandii i podpisał kontrakt z New Zealand Breakers. Trzykrotnie był wybierany do najlepszej piątki ligi. W sezonie 2008/09 został wybrany MVP.
W marcu 2010 dołączył do Sioux Falls Skyforce, grającego w D-League. W debiucie rzucił 12 punktów w ciągu 21 minut gry.
28 września 2010 został pozyskany przez San Antonio Spurs. W barwach Spurs zagrał tylko jedno spotkanie przedsezonowe, z Houston Rockets. Zdobył 9 punktów w 14 minut. 11 października został zwolniony z kontraktu.
26 października 2010 powrócił do New Zealand Breakers.
W lipcu 2011 przeszedł do hiszpańskiego Baloncesto Fuenlabrada. W lipcu 2012 został koszykarzem TED Ankara Kolejliler.
W sierpniu 2013 został zawodnikiem tureckiego Trabzonsporu.

## Osiągnięcia
Na podstawie, o ile nie zaznaczono inaczej.
NCAA
- Uczestnik rozgrywek:
  - NCAA Final Four (2000)
  - Sweet 16 turnieju NCAA (2000, 2003)
  - turnieju NCAA (2000–2003)
- Mistrz sezonu regularnego konferencji Big Ten (2002, 2003)
- Zaliczony do:
  - składu honorable mention All-American (2003 przez Associated Press)
  - I składu Big Ten (2002, 2003)

Drużynowe
- Mistrz:
  - Izraela (2006)
  - Australii (2011)
  - D-League (2005)
- Wicemistrz Euroligi (2006)
- Zdobywca pucharu:
  - Izraela (2006)
  - Litwy (2007)

Indywidualne
- MVP australijskiej ligi NBL (2009)
- Debiutant roku nowozelandzkiej ligi NBL (1998)
- Laureat nagrody Most Outstanding Kiwi Guard nowozelandzkiej ligi NBL (1999)
- Zaliczony do: 
  - I składu NBL (2008–2011)
  - II składu NBL (2016)
  - składu D-League Honorable Mention (2005)
- Lider strzelców australijskiej ligi NBL (2009, 2010)
- Uczestnik meczu gwiazd:
  - ligi bałtyckiej (2007)
  - tureckiej ligi TBL (2013, 2014)
  - ligi australijskiej (2008)
- Zwycięzca konkursu rzutów za 3 punkty ligi tureckiej (2013, 2014)

Reprezentacja
- Mistrz Australii i Oceanii (2009)
- Wicemistrz Australii i Oceanii (2005, 2007, 2011)
- Uczestnik:
  - igrzysk:
    - igrzysk olimpijskich (2000 – 11. miejsce, 2004 – 10. miejsce)
    - dobrej woli (2001)

  - mistrzostw świata (2002 – 4. miejsce, 2006 – 16. miejsce, 2010 – 12. miejsce, 2014 – 15. miejsce)